# Борисов Юрій Іванович
 Юрій Іванович Борисов  (рос. Юрий Иванович Борисов; нар. 31 грудня 1956, Вишній Волочок, Калінінська область, РРФСР, СРСР) — російський політичний діяч. Генеральний директор Роскосмосу з 15 липня 2022 року до 6 лютого 2025 рок. Заступник голови уряду РФ з 18 травня 2018 до 15 липня 2022 року. Герой Російської Федерації (2018). Дійсний державний радник РФ 1-го класу (2013).

## Життєпис
Народився 31 грудня 1956 року у Вишньому Волочку.
З 1978 року проходив службу в Збройних силах СРСР на офіцерських посадах.
Вступив на факультет обчислювальної математики і кібернетики Московського державного університету імені М. В. Ломоносова, який успішно закінчив у 1985 року.
У 1998 року звільнився в запас Збройних сил Російської Федерації.
У липні 2004 року працював на держслужбі.
З жовтня 2007 року — заступник керівника Федерального агентства з промисловості.
2 липня 2008 року призначений заступником Міністра промисловості і торгівлі Російської Федерації.
З 3 березня 2011 до 15 листопада 2012 року — перший заступником голови комісії при Уряді Російської Федерації.
Указом Президента Російської Федерації від 15 листопада 2012 року призначений заступником Міністра оборони Російської Федерації, обіймав посаду до 18 травня 2018 року.
7 жовтня 2013 року йому присвоєно класний чин дійсного державного радника Російської Федерації 1-го класу. Має вчений ступінь доктора технічних наук.
7 травня 2018 року висунутий на посаду заступника голови Уряду Російської Федерації. Указом Президента Російської Федерації Володимира Путіна 18 травня 2018 року призначений на посаду заступника Голови Уряду Російської Федерації. Звільнений з посади 15 липня 2022 року, призначений на посаду генерального директора Роскосмосу.
18 лютого 2025 року призначений спеціальним представником президента Російської Федерації з питань міжнародного співробітництва в галузі космосу.

## Судові позови
У листопаді 2022 року мировий суддя дільниці 214 Ломоносівського району Москви зобов'язав Юрія Борисова платити щомісячні аліменти на утримання двох неповнолітніх позашлюбних дітей. Юрій Борисов відмовився дотримуватися рішення суду та оскаржив його. Потім провели другий тест ДНК. 16 травня 2023 року на судовому засіданні було оголошено результати експертизи ДНК, що підтвердила, що у Борисова двоє дітей від Олени Лютової — хлопчик 2013 року народження та дівчинка 2020 року народження.

## Нагороди
- Герой Російської Федерації (2018);[6]
- Орден «За заслуги перед Вітчизною» IV ступеня;
- Орден «Олександра Невського» (2018)
- Орден Пошани (2014);
- Орден «За службу Батьківщині в Збройних Силах СРСР» III ступеня;
- Державна премія Російської Федерації імені Маршала Радянського Союзу Г. К. Жукова (2015);

## Санкції
9 червня 2022 року доданий до санкційного списку України . Юрій Борисов несе відповідальність за підтримку дій, що підривають або загрожують територіальній цілісності, суверенітету та незалежності України.
23 лютого 2023 року доданий до санкційного списку Канади.